# NGC 2307
NGC 2307 (również PGC 19648) – galaktyka spiralna z poprzeczką (SBb), znajdująca się w gwiazdozbiorze Ryby Latającej. Odkrył ją John Herschel 30 listopada 1834 roku.